# Jeffrey Aubynn
Isaac Jeffrey Eric Aubynn, nacido el 12 de mayo de 1977 en Gotemburgo, es un exjugador de fútbol sueco que ha jugado en la Allsvenskan durante 14 temporadas con cinco clubes diferentes entre los años 1998 y 2012.

## Carrera como jugador
Aubynn jugó en el equipo juvenil de Gunnilse IS cuando el equipo ganó el campeonato juvenil de Suecia en 1995. Firmó un contrato de aprendiz con el club alemán FC Bayern München pero regresó a Suecia para jugar en Halmstads BK donde ganó por primera vez la Allsvenskan. Posteriormente, Aubynn jugó para Aalesunds FK. Desde 2008 hasta 2011 jugó para el Malmö FF y en 2010 ganó su segundo campeonato de la Allsvenskan, 10 años después del primero. En la temporada 2013 jugó en Gais y después de la temporada, Aubynn decidió retirarse.

## Carrera como entrenador
El 29 de diciembre de 2020, Aubynn fue presentado como entrenador asistente del equipo masculino del Malmö FF. El 7 de diciembre de 2022, Aubynn fue presentado como el nuevo entrenador del equipo masculino del Örgryte IS. El 3 de noviembre de 2023 dejó el club.
En diciembre de 2023, Aubynn regresó al Malmö FF en un rol como jefe de scouting.

## Méritos
- Jugó con la selección nacional, Suecia
- Campeón de Suecia: 2000 (Halmstads BK), 2010 (Malmö FF)
- Medalla de plata: 2002, 2006
- Medalla de bronce: 2011